# Еоркенберт (король Кенту)
Еоркенберт (давн-англ. Earconbert, Eorcenberht, Arcenbryht; ? —14 липня 664) — король Кенту у 660—664 роках.

## Життєпис
Походив з династії Ескінгів. Молодший син Едбальда, короля Кенту, та Емми (доньки Теодеберта II, короля Австразії). Про дату його народження нічого невідомо. Його ім'я має франкське походження. Можливо ще за часів панування батька одружився з донькою Анни, короля Східної Англії.
640 року після смерті Едбальда разом з братом Ерменредом успадкував трон Кенту. Форма їх керування достеменно невідома: за однією версією вони панували разом, за іншою — поділили королівство на західне та східне. Через декілька років брат помер, й Еоркенберт став одноосібним володарем.
Еоркенберт був великим прихильником християнства. Він наказав знищити поганських ідолів на території королівства і зобов'язав всіх жителів дотримуватися посту, видавши декілька законів (в подальшому стали основою для законодавства в Сассексі та Ессексі).
У 655 році після смерті Гонорія домігся обрання архієпископом Кентерберійським сакса на ім'я Деусдедіт. Це стало перше призначення англосакса на церковну посаду. Еоркенберт і Деусдедіт померли під [[час епідемії невідомої хвороби в 664 році. Можливо це була чума]]. Йому спадкував син Егберт I.

## Родина
Дружина — Сексбурга, донька Анни, короля Східної Англії
Діти:
- Егберт, король Кенту в 664—673 роках
- Глотгер, король Кенту в 673—685 роках
- Ерконгета, аббатиса монастиря Фармотьє з 695 року
- Ерменгільда, аббатиса монастиря в Елі